# Congettura di Erdős-Straus
La congettura di Erdős-Straus afferma che per ogni intero {\displaystyle n\geq 2}, il numero razionale 4/n si può scrivere come somma di tre frazioni unitarie, ossia esistono tre interi positivi {\displaystyle a}, {\displaystyle b} e {\displaystyle c} tali che 
{\displaystyle {\frac {4}{n}}={\frac {1}{a}}+{\frac {1}{b}}+{\frac {1}{c}}}
La somma di queste frazioni unitarie è una rappresentazione come frazione egiziana del numero 4/n. Ad esempio, per n = 1801, esiste una soluzione con x = 451, y = 295364 e z = 3249004:
{\displaystyle {\frac {4}{1801}}={\frac {1}{451}}+{\frac {1}{295364}}+{\frac {1}{3249004}}.}
Moltiplicando entrambi i membri dell'equazione per nxyz si trova la l'equazione diofantea equivalente 4xyz=n(xy+xz+yz). La restrizione di x, y, e z ai numeri positivi è cruciale per la difficoltà del problema, dal momento che, se i valori negativi fossero ammessi, il problema potrebbe essere risolto banalmente da una delle due identità 4/(4k+1) = 1/k - 1/k(4k+1) e 4/(4k-1) = 1/k + 1/k(4k-1).
Se n è un numero composto, n = pq, allora si potrebbe trovare immediatamente una soluzione come somma di frazioni egiziane per 4/n dalla soluzione per 4/p o per 4/q. Pertanto, se esistono controesempi alla congettura di Erdős–Straus, il più piccolo deve necessariamente essere un numero primo.
Paul Erdős e Ernst G. Straus formularono la congettura nel 1948 (vedi, ad esempio, Elsholtz) ma il primo riferimento divulgato sembra essere una pubblicazione di Erdős del 1950.

## Verifica
La congettura di Erdős-Straus è stata verificata da Swett (attraverso tecniche di forza bruta e sfruttando identità simili a quella indicata sotto) per ogni {\displaystyle n} fino a {\displaystyle 10^{14}}.
Alcune classi di numeri possono essere verificate immediatamente attraverso delle identità algebriche. Ad esempio: 
{\displaystyle {\frac {4}{(2+3x)}}={\frac {1}{2+3x}}+{\frac {1}{1+x}}+{\frac {1}{(1+x)(2+3x)}}}
che implica che, per ogni {\displaystyle n\equiv 2{\pmod {3}}}, il primo membro si può rappresentare come somma di tre frazioni unitarie.